# ایر وانواتو
ایر وانواتو (به انگلیسی: Air Vanuatu) یک شرکت هواپیمایی با کد یاتا NF است که در تاریخ ۱۹۸۱ میلادی تأسیس شده‌است. دفتر مرکزی ایر وانواتو در پورت ویلا، وانواتو واقع شده‌است و قطب این شرکت هواپیمایی در فرودگاه بین‌المللی باورفیلد قرار دارد و به ۳۳ مقصد، پرواز مستقیم انجام می‌دهد.